# Catedral de San Miguel de Sitka
La Catedral de San Miguel, (en ruso: Собор Архангела Михаила Sobor Arkhangela Mikhaila) también conocida como la Catedral de San Miguel Arcángel es la sede de la Diócesis de Alaska de la Iglesia ortodoxa en América, ubicada en la conjunción de las calles Lincoln y Matsoutoff en Sitka, Alaska.
Fue la primera iglesia ortodoxa de América, y construida en el siglo XIX, cuando Alaska era territorio de Rusia en la colonia de América rusa.
Es un Lugar Histórico Nacional de los Estados Unidos desde su designación en 1962. La noche del 2 de enero de 1966 fue destruida en un incendio accidental, siendo posteriormente reconstruida. Algunos iconos datan del siglo XVII, y dos de ellos están pintados por Vladímir Borovikovsky.
La importancia de esta catedral, una iglesia ortodoxa, es prueba evidente de la influencia rusa en Norteamérica.